# برايان مارتن
برايان مارتن (بالإنجليزية: Brian Martin)‏ (24 فبراير 1963 في المملكة المتحدة - ) هو لاعب كرة قدم بريطاني في مركز قلب الدفاع. شارك مع منتخب اسكتلندا لكرة القدم. أما مع النوادي، فقد لعب مع نادي بارتيك ثيسل ونادي سانت ميرين ونادي فالكيرك ونادي ماذرويل وهاميلتون أكاديميكال ونادي ستنهاوسموير ونادي ستيرلينغ ألبيون ونادي ألبيون روفرز.

## وصلات خارجية
- برايان مارتن على موقع الاتحاد الإسكتلندي (الإنجليزية)
- برايان مارتن على موقع قاعدة بيانات كرة القدم.إي يو (الإنجليزية)
- برايان مارتن على موقع Soccerbase.com (لاعب) (الإنجليزية)